# Jérez del Marquesado
Jérez del Marquesado település Spanyolországban, Granada tartományban. Jérez del Marquesado Albuñán, Valle del Zalabí, Alquife, Lanteira, Bérchules, Trevélez, Güéjar Sierra, Lugros és Cogollos de Guadix községekkel határos. Lakosainak száma 990 fő (2024).

## Népesség
A település népessége az elmúlt években az alábbi módon változott:
| Lakosok száma | 1084 | 1068 | 1091 | 1109 | 1079 | 1027 | 1009 | 968  | 954  | 990  |
|               | 2001 | 2004 | 2006 | 2009 | 2011 | 2014 | 2016 | 2019 | 2021 | 2024 |